# Почтовая рыбка
«Почтовая рыбка» — советский рисованный мультфильм 1976 года студии «Союзмультфильм». Режиссёр Владимир Пекарь создал сказку о рыбке-почтальоне.

## Сюжет
Девочка Ксюша помогает старшей сестрёнке послать письмо для моряка-подводника. Для этого она просит свою рыбку из аквариума посодействовать ей. Рыбка сначала несёт послание моряку по речке, из неё она вплывает в большую реку, а затем и в море, где благополучно находит адресата.

## Создатели
- Автор сценария — Юрий Яковлев
- Режиссёр — Владимир Пекарь
- Композитор — Евгений Крылатов
- Художник-постановщик — Татьяна Колюшева
- Оператор — Кабул Расулов
- Звукооператор — Борис Фильчиков
- Художники: Марина Рогова, Наталия Богомолова, Владимир Шевченко, Виктор Лихачёв, София Митрофанова, Сергей Маракасов, Ирина Светлица, Елена Танненберг
- Ассистенты: Лидия Никитина, Р. Бикмаева, Людмила Крутовская
- Монтаж: Наталии Степанцевой
- Редактор: Пётр Фролов
- Роли озвучивали: 
  - Валентина Толкунова — исполнение песни («Почтальон спешит по свету»)
  - Евгений Леонов — почтальон Семëн
  - Нина Соломатина — Ксюша / старшая сестра Ксюши
  - Вячеслав Невинный — рыбак (нет в титрах)
- Директор картины: Фёдор Иванов